# Тереза Сампсония
Тереза Сампсония, в замужестве леди Тереза Ширли (1589, Сампсония, Сефевидское государство — 1668, Рим, Папская область) — «черкесская княжна» из государства Сефевидов в Иране. Родственница шаха Аббаса Первого, супруга Роберта Ширли, английского путешественника эпохи Елизаветы I, вместе с супругом участвовавшая в посольстве в страны Европы.

## Ранние годы и замужество

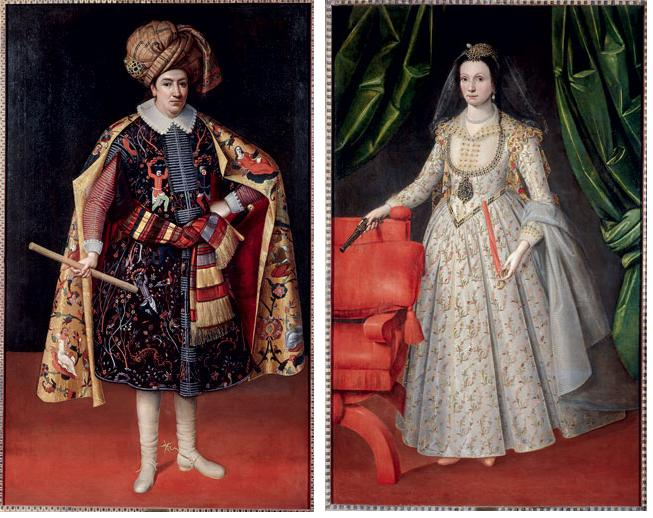
Портрет Роберта и Терезы Ширли, сделанный примерно в 1624—1627 годах. Роберт одет в традиционную персидскую одежду; Тереза — в английском платье, популярном в те годы в Западной Европе. В левой руке она держит часы, а в правой — украшенный драгоценностями пистолет с кремнёвым замком. Согласно специалистке по исламскому искусству Шейле Канби, данные атрибуты могут показывать организованный её мужем импорт оружия в Иран. Она также отмечает, что пистолет может намекать на храбрость Терезы. Её фата и украшенная драгоценными камнями корона — разновидность головных уборов, которые носили знатные иранские женщины в XVII веке.

## Путешествие

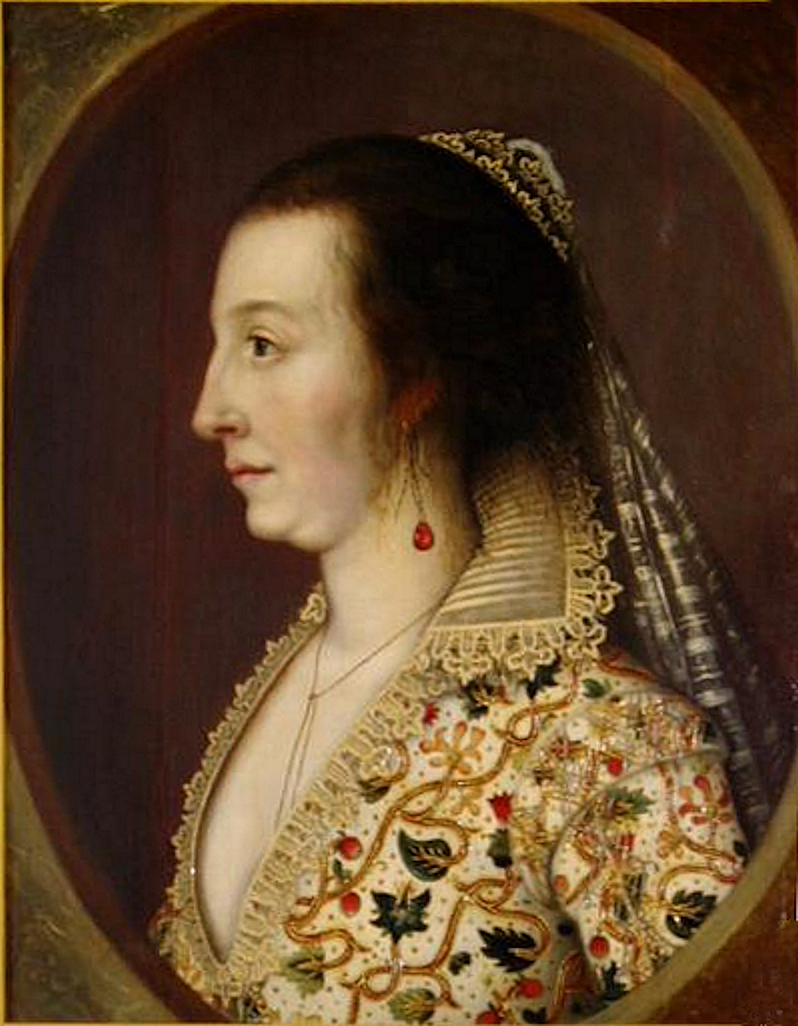
Портрет леди Терезы Ширли руки английского портретиста Уильяма Ларкина. На нём она носит классический для британских женщин наряд того времени. Согласно историку-искусствоведу Патрисии Смит, жимолость, являющая частью вышивки на платье Терезы, означает любовь, а клубника является символом плодородия. Смит отмечает, что эти символы могут быть связаны с ребёнком семейства Ширли, который родился в Англии